# Gevlekte dwergooruil
De gevlekte dwergooruil (Otus spilocephalus) is een vogelsoort uit de familie van de Strigidae (uilen).

## Verspreiding en leefgebied
Deze soort komt voor in Azië en telt acht ondersoorten:
- O. s. huttoni: van noordelijk Pakistan tot centraal Nepal.
- O. s. spilocephalus: zuidoostelijk China tot Myanmar.
- O. s. latouchi: zuidoostelijk China en noordelijk Indochina.
- O. s. hambroecki: Taiwan.
- O. s. siamensis:  zuidelijk Thailand en zuidelijk Vietnam.
- O. s. vulpes: Het zuiden van Maleisië.
- O. s. vandewateri: Sumatra.
- O. s. luciae: Borneo.

## Status
De grootte van de populatie is niet gekwantificeerd maar de soort wordt omschreven als algemeen. Op de Rode lijst van de IUCN heeft deze soort de status niet bedreigd.